# Церква Покрови Пресвятої Богородиці (Нова Брикуля)
Церква Покрови Пресвятої Богородиці в Новій Брикулі — парафія і храм ПЦУ в селі Новій Брикулі Микулинецької громади Тернопільського району Тернопільської области України.

## Історія церкви
1922 року за кошти господаря Хамуляка було змуровано греко-католицьку богослужбову каплицю, яку в 1989 році перебудували й освятили як православний храм.
До [1924] року вона належала до Хмелівки. Згодом у [1927] році утворено самостійну парафію, яку ще обслуговував священник зі згаданого села.
Кількість парафія: 1864 — 905, 1874 — 999, 1884 — 1224, 1894 — 504, 1904 — 750, 1914 — 714, 1924 — 1,020.

## Парохи
- о. невідомий (1929)
- о. Юліан Фікалович (1929—[1944])
- о. Теодор Столяр (1913—1917, сотрудник)
- о. Ярослав Жовток — нині[2].